# Robin van Persie
Robin van Persie (* 6. srpna 1983, Rotterdam, Nizozemsko) je bývalý nizozemský fotbalový útočník a reprezentant. Naposledy hrál za klub Feyenoord Rotterdam. Nyní působí v klubu Feyenoord jako asistent trenéra a hlavní trenér U16.
Je nejlepším kanonýrem Oranje. 11. října 2013 po kvalifikačním utkání s Maďarskem (výhra 8:1) překonal rekord Patricka Kluiverta v počtu nastřílených branek v nizozemském národním A-týmu (Kluivert 40). Je dvojnásobným nejlepším střelcem anglické Premier League.
Kariéru ukončil ve dresu Feyenoordu po sezóně 2018/19.

## Klubová kariéra
Robin prošel mládežnickou akademií klubu SBV Excelsior, kde je po něm na stadionu Woudestein pojmenována jedna z tribun. Později přešel do Feyenoordu.

### Arsenal
V dresu Arsenalu získal ocenění Hráč roku Premier League (PFA Player of the Year) za sezónu 2011/12. K zisku ocenění mu pomohla i koruna střelců v anglické nejvyšší soutěži v tomto ročníku, nastřílel celkem 30 gólů. Dostal se i do Jedenáctky roku Premier League.

### Manchester United
V srpnu 2012 londýnský Arsenal FC na svých stránkách potvrdil, že dosáhl dohody s Manchesterem United ohledně přestupu klubového kapitána van Persieho. V novém působišti podepsal nejlepší střelec Premier League 2011/12 4letý kontrakt. První gól v dresu United si připsal ve 2. ligovém kole 25. srpna 2012 proti Fulhamu, domácí Manchester zvítězil 3:2. Ve třetím zápase v dresu Manchesteru United vstřelil hattrick a rozhodl tak o výhře nad nováčkem soutěže ze Southamptonu v poměru 2:3.. V prvním zápase proti svému bývalému klubu Arsenalu FC 3. listopadu 2012 dokázal Robin van Persie vstřelit branku už po 158 sekundách hry po chybě stopera Vermaelena a zaknihoval si tak desátou trefu za United. Manchester vyhrál ligový zápas 2:1. Ve 34. kole Premier League 20. dubna 2013 vstřelil hattrick Aston Ville, Manchester United zvítězil 3:0 a zajistil si tak v předstihu jubilejní 20. ligový titul. V závěru sezóny byl zařazen do Jedenáctky roku Premier League (Premier League Team of the Year) 2012/13, zopakoval si tak svou účast z loňské sezóny. 19. května 2013 v posledním ligovém kole Premier League 2012/13 se podílel jedním gólem na divoké remíze 5:5 v zápase proti West Bromwichi (po němž se mj. rozloučil s trenérskou kariérou sir Alex Ferguson). Manchester měl účast v Lize mistrů 2013/14 zajištěnu již dříve, v ročníku získal celkem 89 bodů. Robin se stal s 26 góly po roce opět králem střelců Premier League.
19. března 2014 v odvetě osmifinále Ligy mistrů 2013/14 proti řeckému týmu Olympiakos Pireus FC vstřelil hattrick, Manchester tak odčinil porážku 0:2 z prvního duelu a postoupil do čtvrtfinále.

### Fenerbahçe Istanbul
V červenci 2015 opustil Anglii a posílil turecký popřední klub Fenerbahçe SK z asijské části Istanbulu.

### Feyenoord
V lednu 2018 se po 14 letech vrátil jako volný hráč do rotterdamského Feyenoordu, kde podepsal smlouvu na 1,5 roku.
Posledním zápasem v jeho aktivní kariéře se stal prohraný zápas doma proti ADO Den Haag (0:2).
Feyenoord v tabulce obsadil konečné čtvrté místo.

## Reprezentační kariéra
Van Persie reprezentoval Nizozemsko i v mládežnických kategoriích.
Za A-mužstvo Nizozemska nastupuje od roku 2005.
V kvalifikačním cyklu na MS 2014 v Brazílii vstřelil 26. března 2013 dva góly proti hostujícímu Rumunsku, Nizozemsko zvítězilo doma přesvědčivě 4:0 a z šesti zápasů neztratilo ani bod. 12. října 2013 vstřelil hattrick v kvalifikačním utkání s Maďarskem (výhra 8:1). Celkem v kvalifikaci na MS 2014 nastřílel 11 gólů, čímž výrazně přispěl k  postupu Nizozemska na mundial. Zároveň se stal nejlepším kanonýrem evropské kvalifikace a nejlepším kanonýrem tohoto kvalifikačního cyklu celkově (společně s belizským reprezentantem Deonem McCaulaym a Uruguaycem Luisem Suárezem).

### EURO 2012
Mistrovství Evropy 2012 v Polsku a na Ukrajině se Nizozemsku vůbec nezdařilo. Ačkoli bylo po suvérénní kvalifikaci považováno za jednoho z největších favoritů, prohrálo v základní skupině B všechny tři zápasy (v tzv. „skupině smrti“ postupně 0:1 s Dánskem, 1:2 s Německem a 1:2 s Portugalskem) a skončilo na posledním místě. Van Persie odehrál všechny tři zápasy v základní sestavě a proti Německu skóroval.

### Mistrovství světa 2014
Trenér Nizozemska Louis van Gaal jej vzal na Mistrovství světa 2014 v Brazílii a přidělil mu kapitánskou pásku. Van Persie se v prvním utkání proti Španělsku podílel na debaklu soupeře 5:1 dvěma góly, první dal z dlouhého centru krásnou rybičkou. Ve druhém zápase Nizozemska v základní skupině B proti Austrálii (výhra 3:2) vstřelil jeden gól. Ve čtvrtfinále s Kostarikou (0:0, 4:3 na penalty) proměnil stejně jako jeho tři spoluhráči v závěrečném penaltovém rozstřelu svůj pokus a Nizozemsko postoupilo mezi čtyři nejlepší celky turnaje. Nizozemci se po prohře na penalty v semifinále s Argentinou dostali do boje o třetí místo proti Brazílii, vyhráli 3:0 a získali bronzové medaile. Van Persie v něm skóroval z pokutového kopu.

## Trenérska kariéra
Od roku 2020 je asistentem trenéra nizozemského klubu Feyenoord,  kde pomáhal trénovat klubové útočníky v neoficiální roli. Od sezóny 2021/22 je v hlavním týmu Feyenoordu terénním trenérem. V květnu 2021 klub Feyenoord oznámil, že van Persie bude hlavním trenérem mládežnického týmu Feyenoord U16.

## Úspěchy
- Tým roku Premier League podle PFA – 2011/12,[28] 2012/13[29]
- Nejlepší jedenáctka podle ESM – 2011/12[30]